# Дормілон попелястий
Дорміло́н попелястий (Muscisaxicola griseus) — вид горобцеподібних птахів родини тиранових (Tyrannidae). Мешкає в Перу і Болівії.

## Поширення і екологія
Попелясті дормілони поширені від північно-західного Перу (на південь від Кахамарки) до північно-західної і центральної Болівії (Ла-Пас, Кочабамба). Вони живуть на високогірних луках пуна. Зустрічаються на висоті від 2700 до 4800 м над рівнем моря, поодинці або парами, іноді невеликими зграйками. Живляться комахами. 